# Superliga de baloncesto de Kosovo
La Superliga de baloncesto de Kosovo (en albanés: Superliga e Kosovës në Basketboll) es la máxima competición profesional de baloncesto de Kosovo. Fue creada en el año 1991, y en la actualidad la disputan 8 equipos. El campeón actual es el Sigal Prishtina, que consiguió en 2016 su duodécimo título de liga.

## Historia
A pesar de la difícil política que hay en Kosovo, las competiciones de baloncesto son organizadas desde 1999 por la Federación de Baloncesto de Kosovo apoyada por la Misión de Administración Provisional de las Naciones Unidas en Kosovo y el Gobierno de Kosovo. Sin embargo, la Federación de Baloncesto de Kosovo funcionaba desde 1991 y sólo organizaba ligas de baloncesto amateurs hasta 1999.
Hoy en día, el baloncesto en Kosovo tiene la misma popularidad que el fútbol.

### Nombres de la competición
- 1999–2004: Liga e Pare e Kosoves ne Basketboll
- 2004–2005: Liga Profesionale e Basketbollit te Kosoves
- 2005–2007: Raiffeisen Superliga
- 2007–2009: Siguria Superliga
- 2009–2011: Techno Market Superliga
- 2011–2013: BKT Superliga
- 2013–2015: ETC Superliga

### Gerentes
- 2006–2011: Nuredin Ibishi
- 2013–presente: Bajrush Ademi

### Patrocinadores y Derechos Televisivos
Patrocinadores Oficiales
- Spalding
- ELKOS Group
- TEB Bank
- IPKO

Emisoras Oficiales
- Digitalb SuperSport Albania
- RTV21
- RTK, KTV (sólo resúmenes)

## Formato
Se disputan un total de 28 partidos de liga regular, jugando cada equipo contra el otro 4 veces (2 idas y 2 vueltas). Los cuatro primeros clasificados de la liga regular se clasifican para las semifinales de los play-offs (al mejor de 4 partidos). Los emparejamientos de semifinales son los siguientes:
- Partido 1: 1º contra 4º
- Partido 2: 2º contra 3º

Los ganadores de las semifinales se enfrentan en la final al mejor de 5 partidos, para determinar el campeón de la Superliga de baloncesto de Kosovo. El último clasificado de la liga regular desciende a la Liga e pare, de la que asciende el campeón.

### Extranjeros
Cada equipo podrá tener a 5 jugadores extranjeros en los partidos organizados por la Federación de Baloncesto de Kosovo.

### Jóvenes
Los equipos deberán utilizar a dos jugadores sub-20 en cada partido durante al menos 15 min, de lo contrario serán multados con 500€.

## Equipos 2020/21
| Equipo             | Ciudad    |
| ------------------ | --------- |
| KB Peja            | Peć       |
| Golden Eagle Ylli  | Suva Reka |
| KB Rahoveci        | Orahovac  |
| KB Ponte Prizreni  | Prizren   |
| KB Trepça          | Mitrovica |
| Z-Mobile Prishtina | Pristina  |
| KB Bashkimi        | Prizren   |
| KB Vëllaznimi      | Đakovica  |

### Pabellones
Desde que se estableció la liga, los pabellones en Kosovo han mejorado en instalaciones y en capacidad, construyendo varios municipios nuevos pabellones para sus equipos de baloncesto y para otros deportes. Hoy en día, los pabellones de los clubes que participan en la Superliga de baloncesto de Kosovo, deberán tener una capacidad mínima de 1,000 espectadores.

## Palmarés
| - 1991-1992 Sigal Prishtina - 1992/1993 KB Peja - 1993-1994 KB Peja - 1994-1995 KB Peja - 1995-1996 KB Peja - 1996-1997 KB Drita - 1997-1998 No se disputó por la Guerra de Kosovo - 1998-1999 No se disputó por la Guerra de Kosovo - 1999-2000 KB Trepça | - 2000-2001 KB Trepça - 2001-2002 Sigal Prishtina - 2002-2003 Sigal Prishtina - 2003-2004 KB Peja - 2004-2005 KB Mabetex - 2005-2006 Sigal Prishtina - 2006-2007 Sigal Prishtina - 2007-2008 Sigal Prishtina - 2008-2009 Sigal Prishtina | - 2009-2010 Sigal Prishtina - 2010-2011 Sigal Prishtina - 2011-2012 KB Trepça - 2012-2013 KB Peja - 2013-2014 Sigal Prishtina - 2014-2015 Sigal Prishtina - 2015-2016 Sigal Prishtina |

## Finales
| Temporada | Campeón         | Subcampeón      | Resultado |
| --------- | --------------- | --------------- | --------- |
| 2002–03   | MEB Prishtina   | Mabetex         |           |
| 2003–04   | Peja            |                 |           |
| 2004–05   | Mabetex         |                 |           |
| 2005–06   | Sigal Prishtina | Mabetex         | 3–1       |
| 2006–07   | Sigal Prishtina | Trepça          |           |
| 2007–08   | Sigal Prishtina | Peja            |           |
| 2008–09   | Sigal Prishtina | Bashkimi        | 3–2       |
| 2009–10   | Sigal Prishtina | Trepça          | 3–1       |
| 2010–11   | Sigal Prishtina | Peja            | 3–0       |
| 2011–12   | Trepça          | Sigal Prishtina | 3–2       |
| 2012–13   | Peja            | Sigal Prishtina | 3–0       |
| 2013–14   | Sigal Prishtina | Peja            | 3–0       |
| 2014–15   | Sigal Prishtina | Peja            | 2–1       |
| 2015-16   | Sigal Prishtina | Peja            | 3-1       |

## Títulos por club
| Club            | Títulos | Finalista | Años campeón                                                           |
| --------------- | ------- | --------- | ---------------------------------------------------------------------- |
| Sigal Prishtina | 12      | 5         | 1992, 2002, 2003, 2006, 2007, 2008, 2009, 2010, 2011, 2014, 2015, 2016 |
| KB Peja         | 6       | 5         | 1993, 1994, 1995, 1996, 2004, 2013                                     |
| KB Trepça       | 3       | 4         | 2000, 2001, 2012                                                       |
| KB Drita        | 1       | 1         | 1997                                                                   |
| KB Mabetex      | 1       | 2         | 2005                                                                   |
| KB Bashkimi     | 0       | 2         |                                                                        |
| KB Kastrioti    | 0       | 2         |                                                                        |

## MVP de la Temporada
| Año  | Nombre y Equipo                                    |
| ---- | -------------------------------------------------- |
| 2003 | Bledar Gjecaj (Bashkimi) / Edderick Womack (Drita) |
| 2004 | Acie Earl (Dukagjini Pejë)                         |
| 2005 | Samir Shaptahovic (BC Prishtina)                   |
| 2006 | Habib Ademi (Sigal Prishtina)                      |
| 2007 | -                                                  |
| 2008 | -                                                  |
| 2009 | -                                                  |
| 2010 | Edmond Azemi (Sigal Prishtina)                     |
| 2011 | -                                                  |
| 2012 | Drilon Hajrizi (1) (Peja)                          |
| 2013 | Dardan Berisha (1) (Sigal Prishtina)               |
| 2014 | Dardan Berisha (2) (Sigal Prishtina)               |
| 2015 | Dardan Berisha (3) (Sigal Prishtina)               |
| 2016 | Drilon Hajrizi (2) (Peja)                          |

## MVP de las Finales
| Año  | Nombre y Equipo                      |
| ---- | ------------------------------------ |
| 2013 | Dardan Berisha (1) (Sigal Prishtina) |
| 2014 | Dardan Berisha (2) (Sigal Prishtina) |
| 2015 | -                                    |
| 2016 | Jason Washburn (Sigal Prishtina)     |